# 俞建华
俞建华（1961年12月—2024年12月10日），江苏盐城人，1991年6月加入中国共产党，中华人民共和国外交官、政治人物。中共第二十屆中央委員。曾任中华人民共和国商务部党组副书记、副部长兼国际贸易谈判代表，中华人民共和国海关总署署长等职。2024年12月10日因故逝世，终年63岁。

## 生平

### 教育背景与前期仕途历程
1978年，俞建华自盐城市伍佑中学毕业，考入盐城师范专科学校外语系（今盐城师范学院外国语学院）。1982年大学毕业。1982年8月起开始参加工作，在盐城市教师进修学校任教。1988年至1991年在外交学院国际关系专业攻读硕士研究生。硕士毕业后历任经贸部欧洲司干部，驻比利时使馆三秘、二秘，外经贸部欧洲司四处副处长、处长。2001年11月起，先后任外经贸部、商务部世贸司副司长。2006年10月任商务部国际司司长。2010年12月任商务部党组成员，翌年1月任商务部部长助理。2013年5月任行政级别为副部长级的商务部国际贸易谈判副代表。2013年10月任中国常驻世界贸易组织代表、特命全权大使。2017年2月任商务部副部长兼国际贸易谈判副代表。

### 升任常驻联合国日内瓦办事处代表
2018年2月，俞建华担任中国常驻联合国日内瓦办事处和瑞士其他国际组织代表团特命全权大使、常驻代表。并于翌年4月第二度任商务部副部长兼国际贸易谈判副代表。2021年1月升任行政级别为正部长级的商务部国际贸易谈判代表。
2022年5月，俞建华任海关总署党委书记，署长，不再担任商务部国际贸易谈判代表、副部长职务。

### 逝世
2024年12月11日，海關總署於晚上十點發出十分簡單的訃告，稱俞建华因突发疾病搶救無效於10日逝世，享年63岁。《中央通讯社》报道称俞建华的訃告發出當天稍早時，境外的社群平台已传出其在紀檢約談後於办公室轻生身亡。而原來《吉林日報》刊登的该省领导在北京会见俞建华的报道也被紧急撤下。